# Liste der Naturdenkmäler in Ahlen
Die Liste der Naturdenkmäler in Ahlen nennt die Naturdenkmäler in Ahlen im Kreis Warendorf in Nordrhein-Westfalen.

## Naturdenkmäler
| Nummer | Bezeichnung             | Lage | Bemerkung                                             | Bild |
| ------ | ----------------------- | --- | ----------------------------------------------------- | ---- |
|        | Blutbuche               | Kapellenstraße (51° 45′ 49″ N, 7° 52′ 41,9″ O)                                                                                           |                                                       |      |
|        | Findling „Dicker Stein“ | Dolberger Straße (51° 44′ 53,2″ N, 7° 53′ 57,1″ O)                                                                                       | Geschiebeblock aus Sandstein, Gewicht ca. 75 bis 90 t |      |
| 2.6.1  | Hainbuche               | Flur 226, Flurstück 33, 54 Westlich Ahlen auf der Südseite der Straße „In der Groeft“ ()                                                 | Stammumfang ca. 2 m, Höhe ca. 10 m                    |      |
| 2.6.2  | Stieleiche              | Flur 211, Flurstück 151 auf einer Grünlandfläche nördlich Haus Seppenhagen (51° 46′ 45,8″ N, 7° 51′ 58″ O)                               | Stammumfang ca. 5,3 m, Kronendurchmesser ca. 15–18 m  |      |
| 2.6.3  | Stieleiche              | Vorhelm, Flur 2, Flurstück 11 auf dem Hof „Blume“ nördlich der L 586 westlich Tönnishäuschen ()                                          | Stammumfang ca. 4,1 m, Kronendurchmesser ca. 18 m     |      |
| 2.6.4  | Stieleiche              | Flur 224, Flurstück 35 nordwestlich Haus Küchen in einer Ackerfläche westlich der Straße „Hagenbrede“ (51° 45′ 38,9″ N, 7° 49′ 18,8″ O)  | Stammumfang ca. 3 m                                   |      |
| 2.6.5  | Gräfte                  | Flur 215, Flurstück 47, 58 nordwestlich Hof „Köttermann“ (51° 45′ 4″ N, 7° 50′ 57,8″ O)                                                  |                                                       |      |
| 2.6.7  | Stieleiche              | Flur 221, Flurstück 3 südöstlich Gemmerich auf dem Grünland (51° 43′ 13,1″ N, 7° 53′ 52,1″ O)                                            | Stammumfang ca. 3,3 m                                 |      |
| 2.6.8  | Stieleiche              | Flur 310, Flurstück 10 östlich Ahlen an der Olfe (51° 46′ 9,8″ N, 7° 57′ 32″ O)                                                          | Stammumfang ca. 4,1 m                                 |      |
| 2.6.9  | Rotbuche                | Flur 105, Flurstück 137, 135 am nördlichen Waldrand des Waldgebietes Haar westlich der Twieluchtstraße (51° 43′ 37,9″ N, 7° 55′ 32,9″ O) | Stammumfang ca. 3,20 m; Höhe ca. 15–18 m              |      |
| 2.6.10 | 2 Stieleichen           | Flur 117, Flurstück 5,74 auf einer Grünlandfläche in der Bauernschaft Gemmerich (51° 43′ 17″ N, 7° 53′ 57,8″ O)                          | Stammumfang ca. 3,00–3,50 m; Höhe ca. 18 m            |      |